# 羅什卡尼鄉 (雅西縣)
47°27′N 27°23′E / 47.450°N 27.383°E
羅什卡尼鄉（羅馬尼亞語：Comuna Roșcani, Iași），是羅馬尼亞的鄉份，位於該國東北部，由雅西縣負責管轄，面積38平方公里，海拔高度80米，2007年人口1,629，人口密度每平方公里43人。